# 入法界品

『入法界品』貝葉経7葉　11世紀-12世紀頃　パーラ朝、インド東部　クリーブランド美術館蔵

『入法界品』（にゅうほっかいぼん）とは、大乗仏教経典『華厳経』の締めとなる大部の経典（品）で、サンスクリットの原題は『ガンダヴィユーハ・スートラ』（梵 : Gandavyūha Sūtra）。成立した経緯は明確ではないが、西暦200年から300年頃には完成していたようである。
スダナ少年（スダナ・クマーラ、善財童子）が、文殊菩薩に促されて悟りを求める旅に出発、53人の善知識（仏道の仲間・師）を訪ねて回り、最後に普賢菩薩の元で悟りを得る様が描かれる。 
一説には、東海道五十三次の53の数字の由来は、この『入法界品』にあるとされる。

## 概要

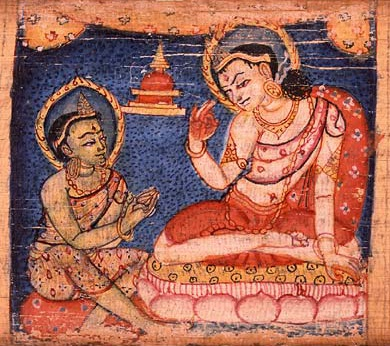
善知識に教えを乞う善財童子　ランジャーナー文字で記されたサンスクリット本　11世紀-12世紀　ネパール

『入法界品』の成立は、華厳経典のなかでも最も早期であったと考えられている。また、華厳経全体としてのサンスクリット本は、現在においても見つかっていない一方で、『十地品』と、この『入法界品』はサンスクリットの完本が現存する。
この経典でスダナ王子は、以下のような道のりを歩む。スダナ王子は、インド北方のコーサラ国から南下してきた文殊菩薩に福城で見える。
王子は、文殊菩薩の勧めるところに従って悟りを求める旅に出る。インド南端のドゥヴァーラヴァティーに至り、南海に望むと、スダナ王子はマハーデーヴァの勧めるところに従って、北インドのマガダ国にふたたび歩みを進める。スダナ王子はカピラヴァストゥ、須弥山を巡り、マガダ国のヴァルタナカにまで至ると、今度は進路を南に向け、南方のサムドラカッチャ、すなわち海岸地域にまで至る。ここでスダナ王子は弥勒菩薩を拝し、さらに数百もの城を旅し、文殊菩薩に見え、最後に普賢菩薩のもとで悟りを得る。
華厳宗を大成した唐の法蔵は、教えを乞う側である善財童子と、教えを説く側の善知識の関係を、以下のように説いている。
善財と善友というものは二つの相(すがた)がない。善友のほかに善財はなく、善財のほかに善友はない。善財と善友は不二である。—法蔵
仏教学者、中国仏教史研究家の鎌田茂雄は法蔵のこの発言について、「[善財童子と善知識の関係は]先生と生徒が不二の関係において法界(真理の世界)をともどもに学んでいくのである」ということを主張しているのだ、と説明している。
なお、スダナ王子が面会する善知識のなかに、29番目の大天神（マハーデーヴァ）を初めとして天神・地神・夜神が11名登場する。中央僧伽大学校の仏教学教授の陳永裕は、「『華厳経』の神に対する再照明とその役割」のなかで、法蔵が記した華厳経典の注釈書、『華厳経探玄記』における解釈を紹介している。陳は、法蔵による、第31善知識である安住地神は（人格的な存在ではなく）「菩提に回向する」境遇を意味する概念、という説明について触れたうえで、次のように述べている。
法蔵の解釈では、地神を人格的な神として捉えるというよりは、教義的な解釈をしている。または、そうした役割をする神格という意味とも取れる。53人の善知識の職業がそれぞれ異なることは、すでに指摘されてきた。そうした職業のうち、天と地、そして夜が神格化され、これらが天神を除いてはすべて女性神である。天と地と夜と女性性は、善知識神衆の重要な概念で、すべての生命の生成を象徴する神衆の役割が示されていると言える。

## 成立
仏教学者木村清孝は、『入法界品』を成立させた背景として、資産家層と女性、それに南インドのドラヴィダ人からの支持、あるいはこれらの人々にも訴求しうる内容にしようとした編纂者側の思惑があったと推測している。

## 善知識一覧
1. 徳雲比丘 (功徳雲比丘、メーガシュリー)
2. 海雲比丘 (サーガラメーガ)
3. 善住比丘 (プラティシュティタ)
4. 弥伽大士 (医師メーガ)
5. 解脱長者 (富豪ムクタカ)
6. 海幢比丘 (サーラドヴァジャ)
7. 休捨優婆夷 (王妃アーシャー)
8. 毘目多羅仙人 (毘目瞿沙仙人、ビーシュモーッタラニルゴーシャ)
9. 勝熱婆羅門 (婆羅門ジャヨーシュマーヤタナ)
10. 慈行童女 (王女マイトラーヤニー)
11. 善見比丘 (スダルシャナ)
12. 自在主童子 (少年インドリエ―シュヴァラ)
13. 具足優婆夷 (信女プラブータ―)
14. 明智居士 (富豪ヴィドヴァーンス)
15. 法宝髻長者 (富豪ラトナチューダ)
16. 普眼長者 (香料商マンタネ―トラ)
17. 無厭足王 (王アナラ)
18. 大光王 (王マハープラハ)
19. 不動優婆夷 (聖少女アチャラ―)
20. 遍行外道 (聖人サルヴァガーミン)
21. 青蓮華香長者 (鬻香長者、香料商ウトパラブーティ)
22. 婆施羅船師 (航海士ヴァイラ)
23. 無上勝長者 (富豪ジャヨーッタマ)
24. 師子頻伸比丘尼 (シンハヴィジュリンビター)
25. 婆須蜜多女 (遊女ヴァスミトラ―)
26. 鞞瑟胝羅居士 (ヴェーシュティラ)
27. 観自在菩薩
28. 正趣菩薩 (菩薩アナニヤガーミン)
29. 大天神 (マハーデーヴァ)
30. 安住地神 (女神スターヴァラー)
31. 婆珊婆演底主夜神 (夜天女ヴァーサンティー)
32. 普徳浄光主夜神 (夜天女サマンタガンビーラ・シュリーヴィマラプラバー)
33. 喜目観察衆生主夜神 (夜天女プラムディタ・ナヤナ・ジャガッドヴィローチャナ―)
34. 普救衆生妙徳夜神 (妙徳救護衆生、夜女神サマンタサットヴァ・トラーノージャッハシュリー)
35. 寂静音海主夜神 (夜女神プラシャーンタルタ・サーガラヴァティー)
36. 守護一切城主夜神 (守護一切城増長威徳主・妙徳守護諸城、夜女神サヴァナガラ・ラクシャーサンバヴァ・テージャッハシュリー)
37. 開敷一切樹華主夜神 (夜女神サルヴァヴリクャ・プラプッラナスカ・サンヴァーサー)
38. 大願精進力救護一切衆生主夜神 (夜女神サルヴァジャガッド・ラクシャサー・プラニダーナ・ヴィーリヤプラバー)
39. 妙徳円満主夜神 (妙徳円満愛敬、森の女神ステージョーマンダラ・ラティシュリー)
40. 瞿波女 (貴公女ゴ―パー)
41. 摩耶夫人
42. 天主光 (天王女スレーンドラーパー)
43. 遍友童子師 (教師ヴィシュヴァーミトラ)
44. 善知衆芸童子 (少年シルパービジュニャ)
45. 賢勝優婆夷 (信女バドローッタマー)
46. 堅固解脱長者 (金細工師ムクターサーラ)
47. 妙月長者 (家長スチャンドラ)
48. 無勝軍長者 (家長アジタセーナ)
49. 最寂靜婆羅門 (婆羅門シヴァラーグラ)
50. 徳生童子・有徳童女 (貴公子シュリーサンマヴァ、貴公女シュリーマティ)
51. 弥勒菩薩
52. 文殊菩薩
53. 普賢菩薩

## 漢訳経典
- 東晋の東晉天竺三藏佛馱跋陀羅(ブッダバドラ)　訳（359 - 429年）（『大方廣佛華嚴經』60巻（六十華厳）、旧訳または晋経、大正蔵278[11]）
- 唐の于闐國三藏實叉難陀(シクシャーナンダ)　訳（652 - 710年）（『大方廣佛華嚴經』80巻（八十華厳）、新訳または唐経、大正蔵279[11]）
- 般若三蔵（英語版）(プラジュニャー) 訳 (8 - 9世紀) 『大方広仏華厳経入不思議解脱境界普賢行願品』（「四十華厳」、大正蔵293）
- 聖堅訳 (1083年 - 1147年)『仏説羅摩伽経』（大正蔵294）
- 地婆訶羅（中国語版） (ディヴァ―カーラ、日照) 訳 (613年 - 687年) 『大方広仏華厳経入法界品』（大正蔵295）
- 仏陀跋陀羅訳 『文殊師利発願経』（大正蔵296）
- 不空 (アモーガヴァジュラ) 訳 『普賢菩薩行願讃』（大正蔵297）

## 日本語訳
- 『華嚴經の國譯に就いて・大方廣佛華嚴經解題・國譯大方廣佛華嚴經・漢訳原文』
　衞藤即應訳 <國譯大蔵經 經部 5-7　國民文庫刊行会> 1917-1919年
  - 復刻版「国訳大蔵経」第一書房、1974年。底本は明徑山蔵、原文は弘教藏より収録。オンデマンド版 大法輪閣 2009年
　5)ISBN 978-4-8042-0246-4　6)ISBN 978-4-8042-0247-1　7)ISBN 978-4-8042-0248-8
- 『口語全訳 華厳経』（全2巻） 江部鴨村訳、篠原書店 1928年、復刻版・国書刊行会 1996年、ISBN 978-4336038968
- 『國訳一切経 華厳部』1-4巻 大東出版社　1929-1931年、改訂1971年
　1)ISBN 978-4500000289　2)ISBN 978-4500000296　3)ISBN 978-4500000302　4)ISBN 978-4500000319
- 『華厳経　仏教経典選5』 木村清孝訳著、筑摩書房、1986年 - 浄行品　夜摩天宮菩薩説偈品　十地品(抄)　入法界品(抄)
- 『さとりへの遍歴　華厳経入法界品』中央公論社（上下）、1994年

梶山雄一監修、丹治昭義、桂紹隆、津田真一、田村智淳訳注
- 改訂版『梵文和訳　華厳経入法界品』 岩波文庫（上中下）、2021年

以下は意訳（一般向け）
- 鎌田茂雄 『和訳 華厳経』東京美術、1995年
- 鎌田茂雄 『華厳経物語』大法輪閣、1991年
- 海音寺潮五郎 『人生遍路 華厳経』新版・河出書房新社、2003年
- 大角修 『善財童子の旅　現代語訳 華厳経「入法界品」』春秋社、2014年